# Margitay Tihamér
Margitay Tihamér (Jenke, 1859. november 27. – Budapest, 1922. február 23.) magyar festőművész.

## Életútja
A budapesti Mintarajziskola és Rajztanárképzőben tanult 1874 és 1879 között, Székely Bertalan növendékeként. 1879-ben a müncheni képzőművészeti akadémián folytatta tanulmányait, állami ösztöndíjasként. Hazatérését követően 1881-ben kapott első ízben lehetőséget a szélesebb nyilvánosság előtti megjelenésre, amikor Római dáridó című művét kiállították a Műcsarnokban. 1884-ben állami megbízást kapott József nádor egész alakos képmásának megfestésére. Országos népszerűségre 1888-ban bemutatott, Az ellenállhatatlan című festményével tett szert. 1897-ben részt vett a monumentális Erdélyi körkép megfestésében. 1903-ban gyűjteményes kiállítása nyílt a Nemzeti Szalon szervezésében. Önkezével vetett véget életének.

## Munkássága
Nagy tehetségű festőként indult pályáján, de művészetét feláldozta a kor polgári divatjának oltárán. Anekdotizáló jellegű, finom humorú zsánerképeket, ún. szalonéletképeket festett Jules Bastien-Lepage modorában. Képeivel élete során hat művészeti díjat is elnyert, de a megváltozó képzőművészeti stíluseszmények műveit feledésre ítélték. Az idő ettől függetlenül az értő közönség előtt rehabilitálta munkásságát, mivel az a fajta – olykor groteszkbe hajló – humor, ami az ő univerzumát jellemezte, sehol másutt a hazai festészetben nem található meg, s képeit ezer közül fel lehet ismerni, egyéni, eredeti voltuk miatt, s száz év elteltével is hatásosak, ami csak keveseknek adatik meg.[forrás?]
Jelentősebb festményei: Féltékenység; Párbaj után; Kosár; Stefi bácsi; Virradat; Vesztett játszma; Mézeshetek. Több műve megtalálható a Magyar Nemzeti Galériában, önarcképét pedig a Magyar Nemzeti Múzeum történelmi képcsarnokában őrzik.

## További információ
- Szana Tamás:  Margitay Tihamér.  Magyar Salon,   (1890)
- Rózsa Miklós: Margitay élete és művészete. Budapest: k. n. 1903.